# Слупецкий уезд
Слупецкий уезд — административная единица в составе Калишской губернии Российской империи, существовавшая c 1837 года по 1919 год. Административный центр — город Слупцы.

## История
Уезд образован в 1837 году в составе Калишской губернии. В 1919 году преобразован в Слупецкий повят Лодзинского воеводства Польши.

## Население
По переписи 1897 года население уезда составляло 82 721 человек, в том числе в городе Слупцы — 3852 жит.

### Национальный состав
Национальный состав по переписи 1897 года:
- поляки — 67 130 чел. (81,2 %),
- немцы — 11 529 чел. (13,9 %),
- евреи — 2991 чел. (3,6 %),
- русские — 845 чел. (1,0 %),

## Административное деление
В 1913 году в состав уезда входило 14 гмин: 
| - Вильчагура — д. Вильчагура, - Гродзец — д. Гродзец, - Длуск — д. Длуск, - Загуров — пос. Загуров, - Казимерж — пос. Казимерж, - Клечев — пос. Клечев, - Млодаево — д. Марцево, | - Олесница — д. Олесница, - Островите — д. Островите, - Пыздры — пос. Пыздры, - Скульска-Весь — пос. Скульск, - Тромбчин — ус. Грабина, - Цёнжень — д. Цёнжень, - Шимановице — кол. Вержки. |